# Zoramia
A Zoramia a sugarasúszójú halak (Actinopterygii) osztályának sügéralakúak (Perciformes) rendjébe, ezen belül a kardinálishal-félék (Apogonidae) családjába tartozó nem.

## Rendszerezés
A nembe az alábbi 6 faj tartozik:
- Zoramia flebila Greenfield, Langston & Randall, 2005
- Zoramia fragilis (Smith, 1961)
- Zoramia gilberti (Jordan & Seale, 1905)
- Zoramia leptacantha típusfaj (Bleeker, 1856-57)
- Zoramia perlita (Fraser & Lachner, 1985)
- Zoramia viridiventer Greenfield, Langston & Randall, 2005